# Katharine Burr Blodgett
Katharine Burr Blodgett, född 10 januari 1898, död 12 oktober 1979, var en amerikansk naturvetenskaplig forskare. Hon var den första kvinnan att år 1926 ta en doktorsexamen i fysik vid Cambridges Universitet.  Hon var även den första kvinnliga forskaren att bli anställd vid General Electric Research Laboratory där hon arbetade och forskade i över 50 år. År 1938 uppfann hon reflexfritt glas, vilket fick mycket stor betydelse för tillverkningen av glasögon, mikroskop och kameror. 

## Biografi
Katharine Burr Blodgett var dotter till patentjuristen George Blodgett och Katharine Burr. Hennes far var chef över patentavdelningen på GE Research Lab i Schenectady, New York, och han mördades år 1897 av en inbrottstjuv i familjehemmet i Schenectady, bara några veckor innan Katharine föddes.
Hennes mor flyttade till New York City med dottern Katharine och sonen George Jr och sedan till Frankrike år 1901. År 1912 återvänder Blodget till New York City för att börja på Rayson School, en privatskola driven av tre engelska systrar. Hon visade tidigt en fallenhet för matematik. Hon tog examen från High School vid 15 års ålder och fick ett stipendium till Bryn Mawr College i Pennsylvania. Hon undervisades av Charlotte Scott i matematik och James Barnes i fysik och tog examen år 1917. År 1918  började hon plugga på University of Chicago och arbetade tillsammans med Harvey B. Lemon med gaser på träkol och hon tar sin masterexamen i kemi vid universitetet.
Blodgett gifte sig aldrig. 
Blodgett gjorde mycket även annat än att forska; hon var med i den lokala teatergruppen Schenectady Civic Players, hon var aktiv i flera ideella organisationer och hon skrev dikter:
"That formaldehyde polyvinyl- If you eat it, you'll dine ill. One night at a party, When the guests all ate hearty, By actual count it made nine ill." 

## Forskning
Burr Blodgett arbetade tillsammans med Irving Langmuir som hans student vid GE Research Lab i Schenectady, New York. Langmuir hade tidigare arbetat tillsammans med hennes pappa. Langmuirs forskning fokuserade på ytkemi, som beskriver hur ämnen förhåller sig till varandra på molekylär nivå. 
Langmuir hade utvecklat en metod för att skapa tunnfilm på ytan av vatten som bara var en molekyl tjock. Langmuir och Blodgett utvidgade användningen av den här forskningen till olika lipider, polymerer och proteiner. Blodgett fortsatte med att hitta praktiska användningsområden för Langmuirs filmer och dessa tillämpningar bidrog till att Langmuir vann Nobelpriset i kemi 1932 år.  Dessa tunnfilmer kallades Langmuri-Blodgett-filmer och är i huvudsak oförändrade sedan Blodgetts upptäckt år 1935. Tunnfilmerna har fått allt större användning inom vetenskaplig forskning och praktiska tillämpningar som sträcker sig från omvandling av solenergi till inbyggd kretstillverkning.